# Giovannino d'oro
Giovannino d'oro è il nome non ufficiale, con cui sono comunemente chiamate le onorificenze cittadine conferite dal comune di Monza. Il comune si è ispirato al ben più noto Ambrogino d'oro conferito dal comune di Milano. Per il proprio premio la città ha infatti utilizzato il nome del suo patrono San Giovanni Battista. Il premio fu istituito dal consiglio comunale nel 1983.

## Regolamento
La benemerenza civica viene assegnata ai cittadini monzesi che hanno contribuito al bene, al progresso e alla notorietà della città, in campo culturale, scientifico, economico e sportivo.
L'articolo 2 del regolamento precisa che le civiche benemerenze assumono due forme:
- Medaglia d'oro con effigie di San Giovanni Battista
- Corona Ferrea d'argento.[1]

Ogni anno vengono assegnati un massimo di tre medaglie d'oro, anche se la commissione si riserva la facoltà di una quarta "alla memoria". I premi vengono conferiti il 24 giugno, giorno di San Giovanni. Lo stesso giorno viene conferita anche la Corona Ferrea d'argento che può essere attribuita solo a un ente o istituto o azienda che si sia particolarmente distinto nei campi di scienza, lettere, arti, sport e mondo del sociale.

## I premiati
1983 - Gian Luigi Centemeri, organista, compositore, docente e didatta
- Augusto Merati, storico locale, archeologo e docente di lingua francese
- Amleto Barni, sindacalista cattolico, primo segretario generale della Federtessile
1984 - Giovan Battista Stucchi, partigiano, politico e avvocato
- Eugenia Solzi
- Angelo Viganò, benefattore con ex carcerati, ex internati psichiatrici, poveri ed emarginati; direttore della Casa San Paolo, per i dimessi dal carcere, e della Conferenza di San Vincenzo di Monza e Brianza
1985 - Arturo Longana
- Milly Paleari Tocci, organizzatrice musicale 
- Mario Viganoni
1986 - Tarcisio Longoni, politico
- Pina Sacconaghi, pittrice
- Gino Martinetti, industriale elettrotecnico, presidente dell'Associazione degli Industriali di Monza e Brianza
1987 - Salvatore Negrini
- Dante Fossati, fotografo
- Luigi Kullmann, hockeista su pista, allenatore e dirigente, promotore della pratica sportiva
1988 - Pinin Brambilla, restauratrice, pubblicista e saggista
- Aldo Buzzelli, magistrato, partigiano, politico e avvocato
- Angelo Recalcati
1989 - Carlo Bracesco, partigiano e politico
- Carmine De Simone, avvocato, consigliere dell'Ordine degli Avvocati di Monza
- Ester Boschetti Fumagalli, floricultrice e docente di matematica e fisica, presidentessa dell'Associazione Italiana della Rosa
1990 - Primo Barlassina
- Giovanni Bergna, matematico, docente e benefattore; co-fondatore dello Sporting Club Monza e dell'Unione Italiana Lotta alla Distrofia Muscolare di Monza, rifondatore e comandante del Corpo Alabardieri del Duomo di Monza
- Luigi Davino
1991 - Antonietta Barni
- Vittorio Bellini, ex deportato, pittore, ingegnere
- Vittorio D’Amico, antifascista, ex deportato, docente, scrittore e divulgatore, presidente della sezione di Monza e Brianza dell'Associazione Nazionale Ex Internati
1992 - Luigi Ferri
- Giuseppina Vertemati
- Fiorenzo Magni, ciclista, dirigente sportivo e imprenditore
1993 - Maria Clara Villa, maestra elementare
- Pier Alberto Baldoni, presidente della Società ginnastica monzese Forti e liberi
- Olindo Canali, magistrato
1994 - Giuseppe Cezza
- Luigi Gerardo Colombo
- Giulio Fumagalli Romario, ingegnere chimico e imprenditore
1995 - Giuseppe Bacciagaluppi, partigiano, dirigente d'azienda, direttore dell'Autodromo di Monza e presidente di associazioni automobilistiche
- Mirella Carducci Urbino
- Vittorio Pigazzini, fotografo naturalista, pubblicista e traduttore
1996 - Bice Antonietti, benefattrice attiva nel volontariato
- Pier Franco Bertazzini, docente di materie letterarie, preside, politico, sindaco di Monza, critico d'arte e promotore culturale; già Ambrogino d'oro 1983
- Dante Tarca, docente di educazione fisica, storico, accademico e creatore di corsi e associazioni
1997 - Anna Villa Brambilla, benefattrice per i senzatetto all'Asilo Notturno
- Roberto Conti, conservatore museale, politico, pubblicista, saggista, vicepresidente della Società di Studi Monzesi, presidente dell'Associazione Sportiva Amici dell'Autodromo e del Parco, e di Monza Auto Moto Storiche
- Alfonso Tedesco, docente di materie letterarie e preside, impegnato nell'associazionismo cattolico
1998 - Vladimiro Ferrari, partigiano, sindacalista, politico e fotografo
- Silvia Ferroni Canali
- Lorenzo Riva, stilista
1999 - Walter Bonatti, alpinista, giornalista, fotografo e scrittore
- Giuseppe Galbiati, ingegnere, politico e giornalista, direttore de il Cittadino
- Suor Prima Zanotta
2000 - Anna Cengia Oriani
- Mario Fumagalli
- Mons. Leopoldo (Dino) Gariboldi, arciprete di Monza
2001 - Lodovico Frattola, neurologo, accademico e pubblicista
- Livia Porta, pediatra e attivista culturale
- Carlo Edoardo Valli, manager e presidente dell'Associazione Industriali di Monza e Brianza
2002 - Giuseppina Fulcoli Verde, maestra elementare, direttrice didattica e archivista
- Pietro Mazzo, presidente dell'Associazione Sportiva Amici dell'Autodromo e del Parco
- Franco Valagussa, cardiologo, primario, direttore di associazioni mediche
2003 - Claudio Fatarella, luogotenente dei Carabinieri
- Natalina (Linuccia) Moioli
- Bruno Di Tommaso (alla memoria), manager, politico e ambientalista
2004 - Giuseppe Colombo, bibliotecario, bibliografo, pubblicista, dirigente culturale e docente di materie artistiche, direttore della Biblioteca Civica di Monza e della Pinacoteca Civica
- Angelo Signorelli, operaio, ex deportato e divulgatore
- Pia Grande (alla memoria), politica e promotrice della pratica sportiva
2005 - Luigi Angeli, partigiano, avvocato, presidente dell'Ordine degli Avvocati di Monza, politico, banchiere
- Enrica (Ghi) Meregalli, ideatrice e organizzatrice del corteo storico medievale
- Giuseppe Viganò, benefattore, organizzatore di iniziative benefiche internazionali
- Elio Malvezzi (alla memoria), architetto e sindaco di Monza
2006 - Angelo Bellisario, pianista, compositore, docente, didatta e critico musicale
- Mario Spada, fondatore del Tennis Club Mantegazza
- Rosaria Ratti Vergani, dirigente scolastica
- Giovanna Mussi (alla memoria), politica
2007 - Gino Bartezzaghi, benefattore attivo nel volontariato
- Franco Sangalli, co-fondatore dell'AVIS Comunale di Brugherio e operatore nella donazione del sangue
- Umberto Beltrami, alpino, ex deportato e divulgatore
- Bianca Giostra Garbagnati (alla memoria), operatrice di consultori familiari
2008 - Franco Gaiani, ingegnere, costruttore edile e mecenate
- Peppino Nobili, medico, co-fondatore e presidente dell'Associazione Volontari Ospedalieri Monza
- Don Augusto Panzeri, cappellano della Casa Circondariale di Monza e responsabile Caritas
- Umberto Pini (alla memoria), vetraio, commerciante, presidente dell'Unione Commercianti di Monza e Circondario, maggiore dei Bersaglieri e presidente della Sezione di Monza e Brianza dell'Unione Nazionale Ufficiali in Congedo d'Italia
2009 - Erminio Ferranti, fotografo
- Giuseppe Spina, colonnello dei Carabinieri
- Eugenia Volpi, animatrice culturale
- Luigi Ferraro (alla memoria), politico, vicesindaco di Monza e commercialista
2010 - Luisa Brambilla Mariani, benefattrice attiva nel volontariato
- Giuseppe Chichi, bibliotecario, bibliografo e storico locale
- Giancarlo Colombo (alla memoria), imprenditore nell'abbigliamento con Colmar
- Alfredo Villa (alla memoria), fotografo, storico locale e bibliofilo
2011 - Bruna Tauschek Petrucci, benefattrice attiva nel volontariato
- Mariuccia Villa Rigamonti, benefattrice attiva nel volontariato
- Luigi Rovati, ricercatore farmacologico, pubblicista e imprenditore
- Maria Paola Colombo Svevo (alla memoria), politica, vicesindaco di Monza
2012 - Maurizio Beghin, politico, animatore culturale e benefattore
- Franca Longoni Casati, dirigente sportiva e promotrice della pratica sportiva
- Emilia Luigia Stradella, docente di pianoforte
- Alberto Bolognesi (alla memoria), scienziato del CNR, scout ed educatore
2013 - Giorgio Albani, ciclista e dirigente sportivo
- Egeo Mantovani, partigiano, operaio, sindacalista e divulgatore
- Mario Pozzoni, imprenditore nella strumentazione ottica ed elettronica
- Paolo Sandrini (alla memoria), geometra, politico e presidente dell'Associazione della Proprietà Edilizia di Monza e Circondario
2014 - Roberto Mauri, fondatore e responsabile della Cooperativa Sociale La Meridiana
- Riccardo Galbiati, animatore culturale musicale, trombettista e docente
- Giuseppe Beretta, promotore della pratica sportiva e dirigente sportivo
- Carlo Vittone (alla memoria), storico locale, traduttore, docente di materie letterarie e politico
2015 - Rosetta Aldeghi, benefattrice attiva nel volontariato
- Gianandrea Caravatti, geometra e restauratore di edifici
- Vito Ciriello, perito industriale, sindacalista e animatore culturale
- Adele Guffanti (alla memoria), oculista e animatrice culturale
2016 - P. Bernardino Bacchion, docente di filosofia e preside
- Attilia Cossio, arteterapeuta, saggista e docente
- Alessandra Marzari, chirurga e dirigente sportiva pallavolistica
- Andrea Sala (alla memoria), pittore e fondatore della Scuola di Affresco
2017 - Momcilo Jankovic, ematologo pediatrico, pubblicista, scrittore e poeta
- Maria Grazia Rinaldi, geriatra
- Don Felice Radice (alla memoria), sacerdote e animatore culturale
- Nik Albanese (alla memoria), ecologo e politico
2018 - Giancarlo Nava, giornalista e fotografo
- Anna Sorteni, architetto, presidente del Soroptimist International Club di Monza e della sezione locale di Italia Nostra, fondatrice e presidente del Museo Etnologico Monza e Brianza
- Antonella Vezzani, responsabile e coordinatrice della Scuola Materna "Maria Bambina", e promotrice di iniziative e feste extrascolastiche
- Angelo Gironi (alla memoria), medico, fondatore del Centro Analisi Mediche e benefattore internazionale
2019 - Adriano Galliani, dirigente calcistico, imprenditore e politico; già Ambrogino d'oro 2014
- Marina Cirulli, maestra elementare
- Emma Corselli Perfetti (alla memoria), geografa, docente, ambientalista, fondatrice e presidentessa della sezione monzese di Italia Nostra
- Walter Mapelli (alla memoria), sostituto procuratore e procuratore capo
2020 - Oscar Ros (alla memoria), medico igienista, amministratore, bibliotecario e accademico, deceduto durante la lotta alla pandemia di COVID-19
- Aldo Fumagalli, imprenditore degli elettrodomestici Candy, durante la pandemia di COVID-19 dona dispositivi medici, di protezione e per la didattica a distanza
- Mariella Cociani, crocerossina e coordinatrice, impegnata nella pandemia di COVID-19
- Virginio Brivio, educatore parrocchiale, presidente della Società di San Vincenzo de' Paoli, volontario Caritas, co-fondatore e presidente della Cooperativa Sociale 2000, attiva nell'avviare al lavoro i detenuti; durante la pandemia di COVID-19 organizza la fabbricazione di mascherine da parte dei detenuti
2021 - Giorgio Fustinoni (alla memoria), cestista, docente di educazione fisica, allenatore di pallacanestro e benefattore
- Annamaria Pagnoni, cardiologa, docente di materie letterarie e storica locale
- Domenico De Falco, cuoco e benefattore dei senzatetto all'Asilo Notturno
- Orazio Ferro, cardiochirurgo, accademico, pubblicista e benefattore attivo nel volontariato sanitario
2022 - Nicolò Cafagna (alla memoria), giornalista e scrittore, ha saputo trasformare la sua disabilità in una narrazione pubblica
- Angelo Maria Longoni (alla memoria), giornalista, sportivo della montagna e attivo nel volontariato
- Gian Maria Bellazzi, imprenditore, fornitore degli spazi dell'hub vaccinale di Monza nell'area ex-Philips e poi di PizzAut
- Giovanni Stroppa, calciatore e allenatore dell'Associazione Calcio Monza
2023 - Ernesto Galimberti (alla memoria), artista e docente della Scuola civica Paolo Borsa
- Antonella Inga, sportiva paralimpica, fondatrice e presidente di ASD FreeMoving, associazione per persone con disabilità visiva
- Pietro Sciancalepore, bidello e volontario nelle scuole
- Enrico Rossi, volontario delle associazioni AIDO e AVIS, artista dilettante e benefattore